# Annelies Vaes
Annelies Vaes (1943) is een Vlaamse actrice en regisseur.
In 1966 studeert ze af in de woordkunst aan het Koninklijk Vlaams Conservatorium Antwerpen. Ze speelde tussen 1966 en 1983 rollen in langspeelfilms (Louisa, een woord van liefde uit 1972 en Kasper in de onderwereld uit 1979), verscheidene televisiefilms gebaseerd op theatervoorstellingen en een paar televisieseries. In Jeroom en Benzamien heeft ze een bijrol als een zuster. In Keromar is ze Ismel, de zus van Timbal.
Annelies Vaes was ook in het theater actief. Ze was verbonden aan het Brussels Kamertoneel in 1971 en speelt mee in Dansen op kristal.
In 1972 speelde ze als acteur van het Brussels Kamertoneel mee in Een andere Vermeer, een productie van het Koninklijk Vlaams Toneel. In 1973 speelt ze een eerste keer in Groenten uit Balen. De drie producties worden omgezet in een televisiefilm. In 1975 is ze betrokken bij een productie van Arena Gent, Pas de deux, die ook tot een televisiefilm wordt verwerkt. In 1976 regisseerde ze bij het Koninklijk Vlaams Toneel zelf haar eerste stuk, Vrijdag van Hugo Claus. In Waarom slaap je , liefje? van Jos Vandeloo heeft ze een hoofdrol. Vanaf 1977 opereert ze in het gezelschap BENT (Belgische Nederlandse Theaterproducties). BENT speelt in de Benterij in Kasterlee, maar was vooral een reizend gezelschap dat in Nederland en Vlaanderen een circuit had uitgebouwd. De kern bestond uit Jaak Vissenaken en Annelies Vaes. In 1977 brachten ze het poëziespektakel Claustrofobie met werk van Hugo Claus. In het seizoen 1978-1979 volgde De nacht der tribaden van Per Olov Enquist met Jaak Vissenaken, Annelies Vaes, Rosemarie Bergmans en Leslie de Gruyter. In 1981 volgde Au bouillon Belge van Walter van den Broeck met Annelies Vaes, Willy Van Heesvelde en Jo De Meyere in een regie van Jaak Vissenaken. In 1982 regisseert Vaes de monoloog van haar BENT-collega Jaak Vissenaken in het bekroonde stuk De vrije madam; het zou een succesproductie worden met letterlijk honderden voorstellingen in Nederland en Vlaanderen. Een aantal van hun producties en de stukken van Walter van den Broeck worden bewerkt tot televisiefilms zoals Au bouillon belge in 1982, Tien jaar later (met Vaes, De Meyere, Van Heesvelde, Suzanne Juchtmans en Hans Royaards in een regie van Vissenaken en Luc Segers) en Groenten uit Balen (buiten De Meyere maar met Jos Simons dezelfde cast) in 1983.
In 1983 is Annelies Vaes betrokken bij de fusie van het Raamtheater en BENT en wordt ze samen met Toon Brouwers afgevaardigd-beheerder van de fusiegroep Ensemble. Jaak Vissenaken is de directeur en Walter Tillemans de artistieke leider van het gezelschap. Dit Ensemble hield het evenwel geen jaar uit.
In 1985 vestigt ze zich met haar partner Jaak Vissenaken in Caixas in Zuid-Frankrijk. Hun huis, de oude Mas Cammas, exploiteren ze als een chambres d'hôtes met table d'hôtes, een zaak die ze later aan een Nederlander verkopen.